# Campionat Sud-americà de futbol de 1942
La dissetena edició del Campionat sud-americà de futbol es va disputar a Montevideo, Uruguai entre el 10 de gener i el 7 de febrer de 1942.

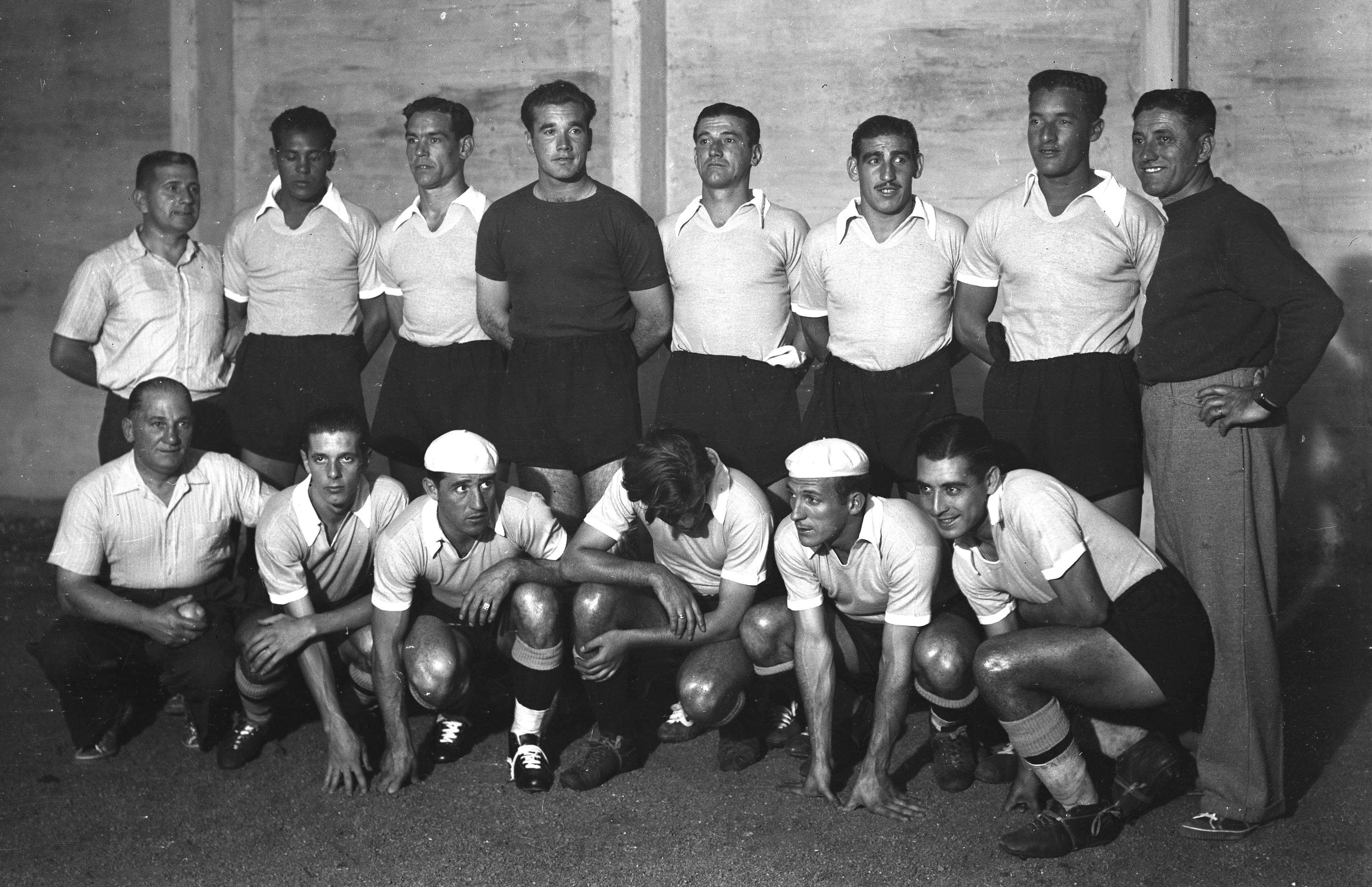
Equip uruguaià campió.

Per primer cop, set equips van prendre part de la competició, que foren Argentina, Brasil, Xile, Equador, Paraguai, Perú, i Uruguai.
Bolívia, i Colòmbia renunciaren a participar-hi.
Durant el campionat es disputà un partit entre Argentina i Equador en el qual l'argentí Argentina José Manuel Moreno el gol 500 de la Copa Amèrica, marcant 5 en la victòria 12–0 davant Equador. Fin el 2017, és la major diferència de gols en la història de la competició. José Manuel Moreno i Herminio Masantonio d'Argentina foren els màxims golejadors amb set gols cadascun.

## Estadis
| Montevideo         |
| ------------------ |
| Estadio Centenario |
| Capacitat: 65.235  |
|                    |

## Ronda final
Cada país s'enfrontà a cadascun de la resta de participants. Dos (2) punts s'atorgaren per victòria, un (1) punt per empat i zero (0) punts per derrota.
| Equip     | PJ | PG | PE | PP | GF | GC | DG  | Pts |
| --------- | -- | -- | -- | -- | -- | -- | --- | --- |
| Uruguai   | 6  | 6  | 0  | 0  | 21 | 2  | +19 | 12  |
| Argentina | 6  | 5  | 0  | 1  | 21 | 6  | +15 | 10  |
| Brasil    | 6  | 3  | 1  | 2  | 15 | 7  | +8  | 7   |
| Paraguai  | 6  | 2  | 2  | 2  | 11 | 10 | +1  | 6   |
| Perú      | 6  | 1  | 2  | 3  | 5  | 10 | −5  | 4   |
| Xile      | 6  | 1  | 1  | 4  | 4  | 15 | −11 | 3   |
| Equador   | 6  | 0  | 0  | 6  | 4  | 31 | −27 | 0   |

| Uruguai                                                                       | 6–1 | Xile         |
| ----------------------------------------------------------------------------- | --- | ------------ |
| L. E. Castro 7', 76' · O. Varela 12' · Ciocca 15' · Contreras 37' · Porta 54' |     | Contreras 1' |

| Argentina                                       | 4–3 | Paraguai                         |
| ----------------------------------------------- | --- | -------------------------------- |
| Sandoval 9' · Masantonio 30', 47' · Perucca 88' |     | V. Sánchez 59' · Aveiro 75', 86' |

| Brasil                                                | 6–1 | Xile          |
| ----------------------------------------------------- | --- | ------------- |
| Patesko 1', 78' · Pirillo 23', 63', 86' · Cláudio 66' |     | Domínguez 35' |

| Argentina                     | 2–1 | Brasil       |
| ----------------------------- | --- | ------------ |
| E. García 3' · Masantonio 27' |     | Servílio 37' |

| Uruguai                                                               | 7–0 | Equador |
| --------------------------------------------------------------------- | --- | ------- |
| Zapirain 1' · Gambetta 13' · S. Varela 16', 24', 29' · Porta 23', 42' |     |         |

| Paraguai    | 1–1 | Perú          |
| ----------- | --- | ------------- |
| Barrios 35' |     | Magallanes 1' |

| Brasil          | 2–1 | Perú          |
| --------------- | --- | ------------- |
| Amorim 43', 56' |     | Fernández 73' |

| Paraguai                       | 2–0 | Xile |
| ------------------------------ | --- | ---- |
| Barrios 33' · Baudo Franco 54' |     |      |

| Argentina                                                                                                   | 12–0 | Equador |
| --- | ---- | ------- |
| E. García 2' · Moreno 12', 16', 22', 32', 89' · Pedernera 25' · Masantonio 54', 65', 68', 70' · Perucca 88' |      |         |

| Uruguai       | 1–0 | Brasil |
| ------------- | --- | ------ |
| S. Varela 32' |     |        |

| Paraguai                                   | 3–1 | Equador        |
| ------------------------------------------ | --- | -------------- |
| Baudo Franco 5' · Mingo 57' · Ibarrola 62' |     | JM Jiménez 46' |

| Argentina                     | 3–1 | Perú          |
| ----------------------------- | --- | ------------- |
| Heredia 12' · Moreno 65', 72' |     | Fernández 17' |

| Perú                      | 2–1 | Equador        |
| ------------------------- | --- | -------------- |
| Quiñónez 32' · Guzmán 62' |     | JM Jiménez 52' |

| Uruguai                               | 3–1 | Paraguai    |
| ------------------------------------- | --- | ----------- |
| S. Varela 9' · Porta 26' · Ciocca 65' |     | Barrios 58' |

| Argentina | 0–0 | Xile |
| --------- | --- | ---- |
|           |     |      |

| Brasil                                        | 5–1 | Equador            |
| --------------------------------------------- | --- | ------------------ |
| Tim 10' · Pirillo 12', 29', 76' · Zizinho 60' |     | Alvarez 19' (pen.) |

| Uruguai                                      | 3–0 | Perú |
| -------------------------------------------- | --- | ---- |
| Chirimini 47' · L. E. Castro 54' · Porta 77' |     |      |

| Xile                         | 2–1 | Equador    |
| ---------------------------- | --- | ---------- |
| Domínguez 20' · Armingol 42' |     | Alcívar 5' |

| Brasil     | 1–1 | Paraguai         |
| ---------- | --- | ---------------- |
| Zizinho 5' |     | Baudo Franco 23' |

| Xile | 0–0 | Perú |
| ---- | --- | ---- |
|      |     |      |

| Uruguai      | 1–0 | Argentina |
| ------------ | --- | --------- |
| Zapirain 57' |     |           |

## Resultat
| Campionat Sud-americà 1942 |
| -------------------------- |
|                            |
| Uruguai Vuitè títol        |

## Golejadors
7 gols
- Herminio Masantonio
- José Manuel Moreno

6 gols
- Sylvio Pirillo

5 gols
- Roberto Porta
- Severino Varela

3 gols
- Marcial Barrios
- Fabio Baudo Franco
- Luis Ernesto Castro
- Bibiano Zapirain

2 gols
- Enrique García
- Ángel Perucca
- Pedro Amorim
- Patesko
- Zizinho
- Alfonso Domínguez
- José María Jiménez
- Rubén Aveiro
- Teodoro Fernández
- Aníbal Ciocca

1 gol
- Juan Carlos Heredia
- Adolfo Pedernera
- Raimundo Sandoval
- Cláudio Critóvão Pinho
- Servílio de Jesús
- Elba de Padua Lima Tim
- Benito Armingol
- Armando Contreras
- Marino Alcívar
- Enrique Álvarez
- Gorgonio Ibarrola
- Eduardo Mingo
- Vicente Sánchez
- Luis Guzmán
- Leopoldo Quiñónez
- Adelfo Magallanes
- Óscar Chirimini
- Schubert Gambetta
- Obdulio Varela